# رينيه دي سيكاتي
رينيه دي شيكاتي (ولد في 1 يناير 1952 في العاصمة تونس)، هو كاتب وروائي ومُترجم ومُحرر فرنسي. كتب حوالي 30 رواية وسيرة ذاتية وترجم أعمالاً من الإيطالية واليابانية.

## من مؤلفاته
- “الذّهب والرّماد” (1986).
- “بابل البحار” (1987).
- “المُصَاحَبَةُ” (1994).
- “أن تحبّ” (1996).
- “الابتعاد” (2000).
- “الضّيف إلاّ المرئي” (2006).
- “طفولة، الفصل الأخير” (2017).
- “خيال ناعم” (2002).
- ”نهاية” (2004).
- “موضوع الحبّ” (2015).
- “الجندي الهندي” (2022).